# Fábián Ernő
Fábián Ernő (Kovászna, 1934. október 12. – Kovászna, 2001. augusztus 9.) magyar pedagógus, filozófus, kritikus.

## Életútja
Sepsiszentgyörgyi középiskolai tanulmányok után a Bolyai Tudományegyetemen szerzett történelem-filozófia szakos képesítést (1956). Illyefalván kezdte tanári pályáját, 1960-tól szülővárosában tanított. A Korunk hasábjain közölt tanulmányokat az ismerethalmozás és önálló gondolkodás helyes arányairól (1969) s a vidéki értelmiségről (1971); ifjúsági sikermodelleket állított fel (1972). A hitvitázó ideológiája című tanulmánya (Korunk 1979/6) új, elfogulatlan képet adott Szabó Dezső személyiségéről. Tájékoztató írásait, könyvelemzéseit, világirodalmi szemléit közölte az Igaz Szó, A Hét, Tanügyi Újság, Megyei Tükör és a szegedi Tiszatáj. Vidéki helytállás és korszerű művelődés egyeztetését hirdette, a nemzetiségi kérdés társadalomelméleti megközelítése, az etnikai tudat szociológiája foglalkoztatta. A Látóhatár (Kolozsvár, 1973) című filozófiai-ideológiai antológiában az "eszközember" elemzésével szerepelt.
A rendszerváltást követően, az 1990-es években jeles politikai, kulturális rendezvények szereplője volt előadásaival, hozzászólásaival, újságcikkeivel.

## Önálló kötetei (válogatás)
- Apáczai Csere János (Kolozsvár, 1975) az eddigi kutatások eredményeit összegező világos pályaképen túl különösen a Magyar encyclopaedia filozófiai vonatkozásait elemzi
- Az ember szabad lehet : Eötvös József eszmevilága (Kismonográfia, Kolozsvár, 1980)
- A tudatosság fokozatai. (Bukarest, 1982)
- Az élet értelme : tanulmány Madách Imre filozófiájáról (Sepsiszentgyörgy, 1997)
- Egy polgártárs a kuckóból – esszék, pamfletek (Sepsiszentgyörgy, 1997)
- Görbe fából nem lesz egyenes : a marxi-lenini kisebbségpolitika elméletének és gyakorlatának színeváltozásai, sajtó alá rendezte és a kiegészítő jegyzeteket írta Vincze Gábor (Csíkszereda, 2001)
- Naplójegyzetek. 1980–1990; sajtó alá rend., bev., jegyz. Bárdi Nándor és Filep Tamás Gusztáv; Kriterion, Kolozsvár, 2010
- Az élet értelme. Madách filozófiája; Kriterion, Kolozsvár, 2012
- Válogatott írások; összeáll., szerk., jegyz. Bárdi Nándor; Székelyföld Alapítvány, Csíkszereda, 2020 (Székely könyvtár)

## Szerkesztés
- Balogh Artúr: Jogállam és kisebbség (Téka, Kriterion, Bukarest, Kolozsvár, 1997) Összeállította, bevezetőt írta: Fábián Ernő